# Lower Stoke
Lower Stoke – dzielnica miasta Coventry, w Anglii, w West Midlands, w dystrykcie metropolitalnym Coventry. W 2011 roku dzielnica liczyła 18 542 mieszkańców.